# Kristinn Hrafnsson
Kristinn Hrafnsson (nacido el 25 de junio de 1962) es un periodista de investigación islandés y portavoz de la organización Wikileaks.
Kristinn ha trabajado en varios periódicos de Islandia y tuvo un programa de televisión muy popular, Kompás, en el canal Stöð 2, donde él y su equipo a menudo exponían actividades criminales o casos de corrupción en la sociedad. Mientras trabajaba en uno de esos casos en febrero de 2009, revelando la conexión entre el Kaupthing Bank de Islandia y Robert Tchenguiz, el programa fue interrumpido en antena y Kristinn y todo su equipo fueron despedidos de inmediato.
Poco después Kristinn fue contratado en el noticiario de RÚV, el servicio de radio nacional de Islandia. En agosto de 2009 estaba trabajando en un programa sobre la contabilidad del Banco Kaupthing, que había aparecido en la página web de Wikileaks, pero el banco consiguió una orden de prohibición que impedía a RÚV publicar su contabilidad, aunque podía accederse a ella fácilmente a través de Wikileaks. Esta orden de prohibición fue retirada posteriormente.
Kristinn abandonó RÚV en julio de 2010 y desde entonces ha trabajado como periodista independiente, colaborando con Wikileaks y actuando como portavoz de la organización después de que su fundador, Julian Assange, fuese obligado a retirarse de la luz pública debido a acusaciones de acoso sexual.
En diciembre de 2010 calificó los ataques contra Wikileaks como "privatización de la censura".